# ازناکن
ازناکن (به فرانسوی: Aznaguen) یک کومون در مراکش است که در استان ورززات واقع شده‌است. ازناکن ۱٬۸۷۲ نفر جمعیت دارد.